# Gisela av Kerzenbroeck
Gisela av Kerzenbroeck, född 1200-talet, död 1300, var en tysk nunna och bokmålare. 
Hon är främst känd som konstnären bakom Codex Gisle.